# 第40屆金馬獎
第40屆金馬獎，2003年台灣與華語電影界的年度盛事之一，表揚2003年度傑出電影與電影工作者。頒獎典禮於2003年12月13日晚上7:00（台灣時間）在台南市立藝術中心舉行，主持人為鄭裕玲、蔡康永。

## 評選過程
最佳男主角的討論與投票過程中，吳彥祖在第一次投票就被刷下，任達華則有評審欣賞，但不敵劉德華與梁朝偉，討論焦點始終集中《無間道》裡劉德華與梁朝偉兩位男主角。支持梁朝偉的評審認為，梁朝偉把角色細膩度演得很清楚，且他有一股天生的戲感；喜歡劉德華的評審則認為，劉德華在《無間道》的表現出色，跟以前進步很多。在雙方各有支持者下，共歷經七次投票，前六次都是五五波，第七次投票，梁朝偉以六比五，一票之差險勝劉德華，二度登上金馬影帝寶座。
最佳男配角的產生過程也有極大分歧，討論焦點集中在《黑狗來了》的陳慕義，及《無間道》的黃秋生。最後歷經四次投票，黃秋生以七比四勝出，連莊金馬獎最佳男配角。金馬獎評審團主席王童並稱讚黃秋生，演戲已臻爐火純青，《無間道》片中幾場戲，黃秋生以眼神表達一切，而幾場和梁朝偉的對手戲，黃秋生也有精彩的演出。　
最佳女主角的投票與討論幾乎一面倒，經過兩次投票，《金雞》的吳君如以九票之多，輕鬆摘下后冠；最佳女配角產生的過程也很順利，《黑狗來了》的林美秀，獲得多數評審支持，第二輪投票以十一票的壓倒性勝利，摘下女配角殊榮。　
最佳影片部分，評審取得共識，得獎作品必須“十全”，亦即在技術、編導、人文、表演等各方面的成績都要很整齊，而五部提名作品中，無疑以《無間道》的表現最出色，但由於也有評審很欣賞蔡明亮的《不散》，因此評審團就這兩部影片進行討論，結果在“蔡明亮是優秀電影人，但《不散》的整體層面還是有落差”的原因下，經過第四輪投票，《無間道》以一票之差勝出，拿下第四十屆金馬獎最佳劇情片大獎。最佳導演的討論和最佳影片相同，集中在《無間道》的劉偉強與麥兆輝、《不散》的蔡明亮身上，經過兩次投票，劉偉強、麥兆輝以六比五的票數，擊敗蔡明亮，奪得金馬四十最佳導演。
最佳新演員由《盲井》的王寶強及《跑吧！孩子》的鄭智允並列。因為兩位年輕演員在提名作品的表現都很出色，評審實在很難評斷高下，最後決定兩人都給獎。

## 入圍暨得獎名單
下列之標記為該獎項之得獎者。

## 多項提名及得獎

### 多項提名
下列16部電影獲得多項提名。
| 提名數量 | 電影名稱          | 提名獎項 |
| -------- | ----------------- | --- |
| 12       | 《無間道》        | 最佳劇情片、最佳導演、最佳男主角、最佳男主角、最佳男配角、最佳原著劇本、最佳攝影、最佳視覺效果、最佳美術設計、最佳動作設計、最佳剪輯、最佳音效 |
| 11       | 《PTU》           | 最佳劇情片、最佳導演、最佳男主角、最佳男配角、最佳原著劇本、最佳攝影、最佳視覺效果、最佳造型設計、最佳原創電影音樂、最佳剪輯、最佳音效         |
| 7        | 《向左走·向右走》 | 最佳女配角、最佳改編劇本、最佳視覺效果、最佳美術設計、最佳造型設計、最佳原創電影音樂、最佳原創電影歌曲                                         |
| 5        | 《不散》          | 最佳劇情片、最佳導演、最佳女主角、最佳剪輯、最佳音效                                                                                           |
| 4        | 《不見》          | 最佳劇情片、最佳女主角、最佳新演員、最佳攝影                                                                                                   |
| 4        | 《大丈夫》        | 最佳導演、最佳男配角、最佳原著劇本、最佳原創電影音樂                                                                                           |
| 4        | 《人民公廁》      | 最佳美術設計、最佳造型設計、最佳原創電影歌曲、最佳音效                                                                                         |
| 3        | 《盲井》          | 最佳劇情片、最佳新演員、最佳改編劇本 |
| 3        | 《金雞》          | 最佳女主角、最佳美術設計、最佳造型設計 |
| 3        | 《黑狗來了》      | 最佳男配角、最佳女配角、最佳原著劇本 |
| 3        | 《歌舞中國》      | 最佳紀錄片、最佳攝影、最佳剪輯 |
| 2        | 《妖夜迴廊》      | 最佳男主角、最佳女配角 |
| 2        | 《跑吧！孩子》    | 最佳新演員、最佳原創電影歌曲 |
| 2        | 《黑白森林》      | 最佳動作設計、最佳原創電影音樂 |
| 2        | 《風中的小米田》  | 最佳創作短片、最佳原創電影歌曲 |
| 2        | 《千機變》        | 最佳視覺效果、最佳動作設計 |

### 得獎統計
其中4部電影獲得多項獎項（僅計入正式競賽獎項）。
| 得獎數量 | 電影名稱               | 得獎獎項                                               |
| -------- | ---------------------- | ------------------------------------------------------ |
| 5        | 《無間道》             | 最佳劇情片、最佳導演、最佳男主角、最佳男配角、最佳音效 |
| 3        | 《金雞》               | 最佳女主角、最佳美術設計、最佳造型設計                 |
| 2        | 《盲井》               | 最佳新演員、最佳改編劇本                               |
| 2        | 《千機變》             | 最佳視覺效果、最佳動作設計                             |
| 1        | 《PTU》                | 最佳原著劇本                                           |
| 1        | 《向左走·向右走》      | 最佳原創電影歌曲                                       |
| 1        | 《不散》               | 最佳剪輯                                               |
| 1        | 《不見》               | 最佳攝影                                               |
| 1        | 《黑狗來了》           | 最佳女配角                                             |
| 1        | 《跑吧！孩子》         | 最佳新演員                                             |
| 1        | 《黑白森林》           | 最佳原創電影音樂                                       |
| 1        | 《風中的小米田》       | 最佳創作短片                                           |
| 1        | 《Viva Tonal跳舞時代》 | 最佳紀錄片                                             |

## 評審名單
王童、曾江、李烈、陳博文、梁良(梁海強)、盧非易、鴻鴻(閻鴻亞)、駱以軍、莫妮卡楚特、珍琵琳、暉俊創三、余為政、戴立忍、李香秀

## 外部連結
- 第40屆金馬獎名單 （页面存档备份，存于）（繁體中文）
- 國家電影中心圖書館-第四十屆金馬獎頒獎典禮
- 時光網-第40届台湾电影金马奖 （页面存档备份，存于）